# Sankt Blasen
Sankt Blasen è una frazione di 555 abitanti del comune austriaco di Sankt Lambrecht, nel distretto di Murau, in Stiria. Già comune autonomo, il 1º gennaio 2015 è stato aggregato a Sankt Lambrecht.